# Liste des routes nationales de l'Afrique du Sud

Carte des routes nationales en Afrique du Sud

Le Système de Routes nationales (en anglais : National Road System) est un réseau de routes nationales (et forment plutôt parfois des autoroutes, qui n'existent pas officiellement dans ce pays) qui relie les principales villes d'Afrique du Sud. Ce réseau fut essentiellement construit dans les années 1970 à l'époque de l'apartheid ; le réseau continue cependant d'être développé de nos jours. Le système s'inspire du Interstate highway américain, une idée lancée par le président américain Dwight D. Eisenhower au cours des années 1950, lui-même s'inspirant du réseau allemand Autobahn, qu'il découvrit en visitant l'Allemagne après la Seconde Guerre mondiale. 

## Routes en service
Les routes nationales sont désignées de la lettre N suivie d'un nombre indiquant la route spécifique. La signalisation pour ces routes nationales est incluse dans un pentagone avec le numéro de la route à l'intérieur.
- N1 : Le Cap — Beitbridge (au Zimbabwe, appelée A4/A6)

via Laingsburg, Beaufort West, Colesberg, Bloemfontein, Kroonstad, Johannesburg, Pretoria, Polokwane et Musina.
- N2 : Le Cap — Ermelo

via la Garden Route, Port Elizabeth, Grahamstown, Bisho, East London, Mthatha, Kokstad, Port Shepstone, Durban, Empangeni, Pongola et Piet Retief.
- N3 : Johannesburg — Durban

via Pietermaritzburg et Harrismith.
- N4 : Lebombo — Skilpadshek (au Mozambique et au Botswana, respectivement)

via Nelspruit, Witbank, Pretoria et Rustenburg.
- N5 : Winburg — Harrismith

via Bethlehem.
- N6 : East London — Bloemfontein

via Queenstown et Aliwal North.
- N7 : Le Cap — Vioolsdrif (en Namibie, appelée B1 jusqu’à Windhoek)

via Malmesbury et Springbok.
- N8: Upington — Maseru Bridge (au Lesotho)

via Kimberley, Bloemfontein et Ladybrand.
- N9 : George — Colesberg

via Graaff-Reinet et Middelburg.
- N10: Port Elizabeth — Nakop (en Namibie, appelée B3)

via Cradock, Middelburg, De Aar, Prieska et Upington.
- N11: Ladysmith — Grobler's Bridge (au Botswana)

via Newcastle, Volksrust, Ermelo, Middelburg et Polokwane.
- N12: George — Witbank

via Oudtshoorn, Beaufort West, Kimberley, Christiana, Klerksdorp, Potchefstroom et Johannesburg
- N14: Springbok, — Pretoria

via Upington, Kuruman, Vryburg, Krugersdorp et Centurion.
- N17: Alberton — Oshoek (au Swaziland, appelée M3)

via Springs, Bethal et Ermelo.
- N18: Warrenton — Ramatlabama (au Botswana)

via Vryburg and Mafikeng.

## Routes envisagées
- N21 / Route express de la péninsule (Peninsula Expressway) : une rocade envisagée qui comprendrait la R300 améliorée, en parallèle à la N7 à travers Bellville jusqu'à une route de liaison de la côte ouest à Muizenberg.